# Tendième
 (mars 2022).
La mise en forme du texte ne suit pas les recommandations de Wikipédia : il faut le « wikifier ».
Les points d'amélioration suivants sont les cas les plus fréquents. Le détail des points à revoir est peut-être précisé sur la page de discussion.
- Les titres sont pré-formatés par le logiciel. Ils ne sont ni en capitales, ni en gras.
- Le texte ne doit pas être écrit en capitales (les noms de famille non plus), ni en gras, ni en italique, ni en « petit »…
- Le gras n'est utilisé que pour surligner le titre de l'article dans l'introduction, une seule fois.
- L'italique est rarement utilisé : mots en langue étrangère, titres d'œuvres, noms de bateaux, etc.
- Les citations ne sont pas en italique mais en corps de texte normal. Elles sont entourées par des guillemets français : « et ».
- Les listes à puces sont à éviter, des paragraphes rédigés étant largement préférés. Les tableaux sont à réserver à la présentation de données structurées (résultats, etc.).
- Les appels de note de bas de page (petits chiffres en exposant, introduits par l'outil «  Source ») sont à placer entre la fin de phrase et le point final[comme ça].
- Les liens internes (vers d'autres articles de Wikipédia) sont à choisir avec parcimonie. Créez des liens vers des articles approfondissant le sujet. Les termes génériques sans rapport avec le sujet sont à éviter, ainsi que les répétitions de liens vers un même terme.
- Les liens externes sont à placer uniquement dans une section « Liens externes », à la fin de l'article. Ces liens sont à choisir avec parcimonie suivant les règles définies. Si un lien sert de source à l'article, son insertion dans le texte est à faire par les notes de bas de page.
- La présentation des références doit suivre les conventions bibliographiques. Il est recommandé d'utiliser les modèles {{Ouvrage}}, {{Chapitre}}, {{Article}}, {{Lien web}} et/ou {{Bibliographie}}. Le mode d'édition visuel peut mettre en forme automatiquement les références.
- Insérer une infobox (cadre d'informations à droite) n'est pas obligatoire pour parachever la mise en page.

Pour une aide détaillée, merci de consulter Aide:Wikification.
Si vous pensez que ces points ont été résolus, vous pouvez retirer ce bandeau et améliorer la mise en forme d'un autre article.
Tendième est un village du Sénégal situé en Basse-Casamance. Il fait partie de la communauté rurale de Tenghory, dans l'arrondissement de Tenghory, le département de Bignona et la région de Ziguinchor.
Tendième s’ouvrit résolument à la modernité depuis 1939 avec la construction de l’école élémentaire. Il fut le premier village du Sénégal à avoir abrité, depuis 1963 une garderie d’enfants. Dès les premières heures de l’indépendance du Sénégal, Tendième est en quelque sorte sur la brèche dans plusieurs secteurs de l’activité socio-économique.
Le village de Tendième a longtemps constitué un véritable pole de bouillonnement intellectuel et culturel. Après avoir abrité une école élémentaire, ce fut à la suite des écoles de Soutou et de Baila qui ont été les toutes premières dans cette zone du Fogny. L’école de Tendième a alors constitué le centre de gravité de la scolarisation et de l’alphabétisation de jeunes de tous les villages limitrophes et même au-delà.
L’école élémentaire de Tendième constitue présentement un véritable monument historique pour avoir contribué à la formation de biens d’intellectuels et de personnalités qui ont marqué de leur empreinte l’évolution politique et sociale de la Casamance en particulier et du Sénégal en général.
Il s’agit de diverses personnalités dans divers corps de métiers notamment dans l’enseignement, la santé, l’agriculture, les travaux publics, l’armée, la police, la comptabilité, le journalisme, le cinéma…
Tendième a longtemps occupé le peloton de tête des écoles primaires d’excellence du département de BIGNONA. On y a souvent enregistré des taux de réussite exceptionnelle.
Lors du dernier recensement (2002), la localité comptait 683 habitants et 95 ménages.